# Iwona Dąbrowska-Jabłońska
Iwona Bożena Dąbrowska-Jabłońska – polska pedagog, dr hab. nauk społecznych, profesor uczelni Instytutu Nauk Pedagogicznych i prodziekan Wydziału Nauk Społecznych Uniwersytetu Opolskiego.

## Życiorys
8 czerwca 2000 obroniła pracę doktorską Sytuacja szkolna dziecka urodzonego w zamartwicy, 14 października 2014 uzyskała stopień doktora habilitowanego. Awansowała na stanowisko adiunkta w Instytucie Nauk Pedagogicznych na Wydziale Historycznym i Pedagogicznym Uniwersytetu Opolskiego.
Jest profesorem uczelni w Instytucie Nauk Pedagogicznych, oraz prodziekanem na Wydziale Nauk Społecznych Uniwersytetu Opolskiego.

## Odznaczenia
- Brązowy Krzyż Zasługi (2003)[3]